# Federico Faggin

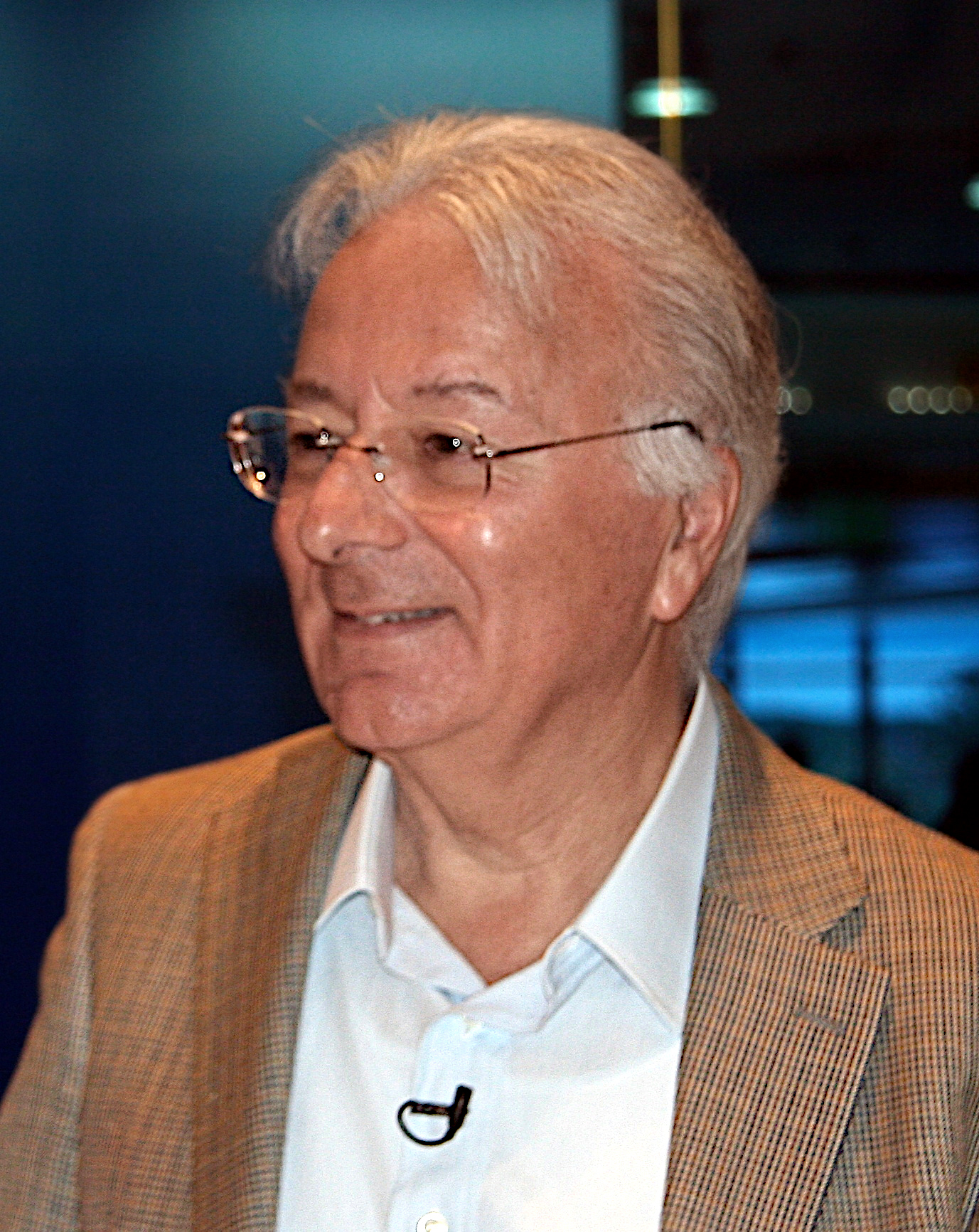
Federico Faggin 2011

Federico Faggin (* 1. Dezember 1941 in Vicenza) ist ein italienischer Mikrochip-Spezialist und Unternehmer.

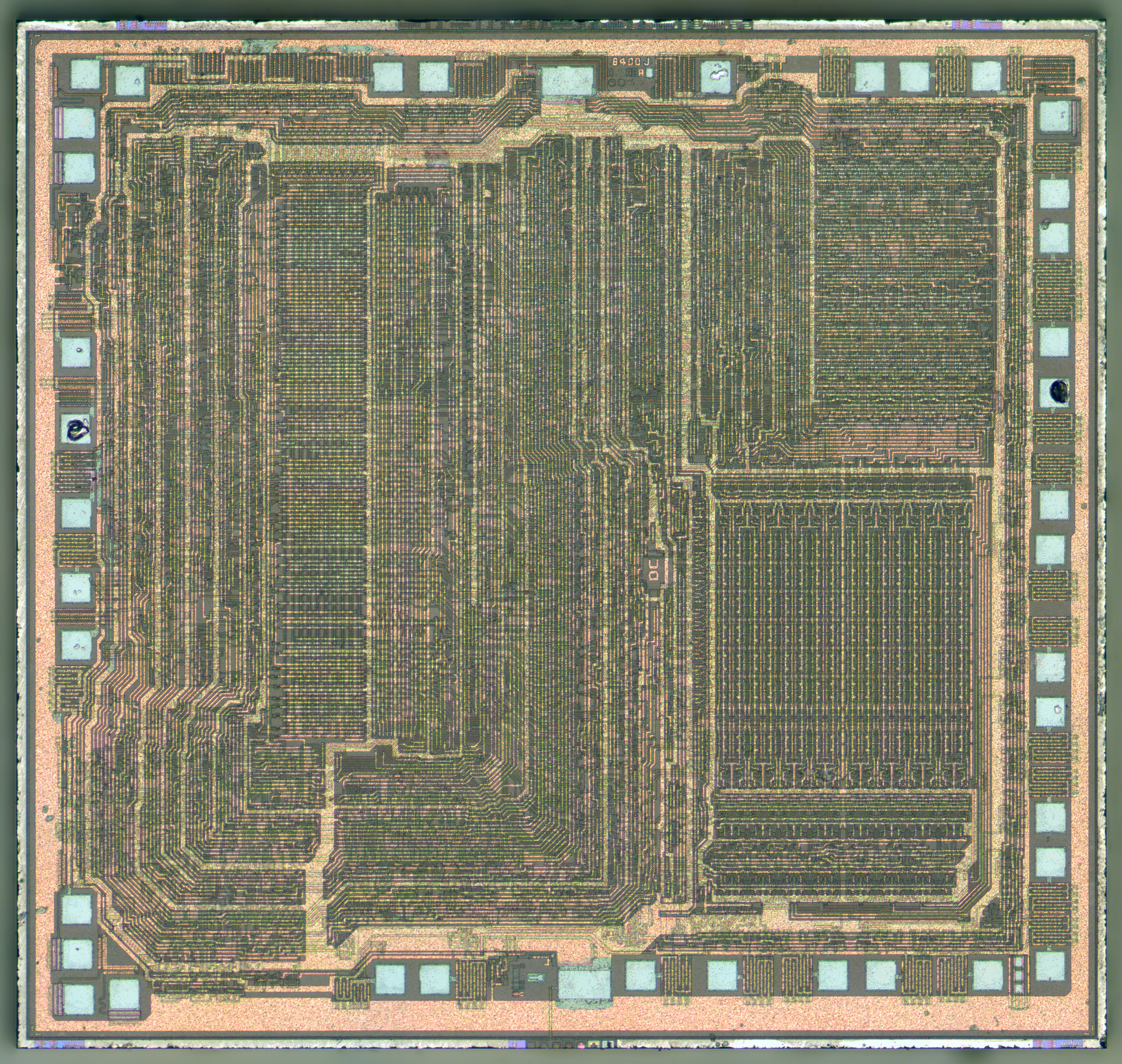
Zilog Z80 Mikroprozessor

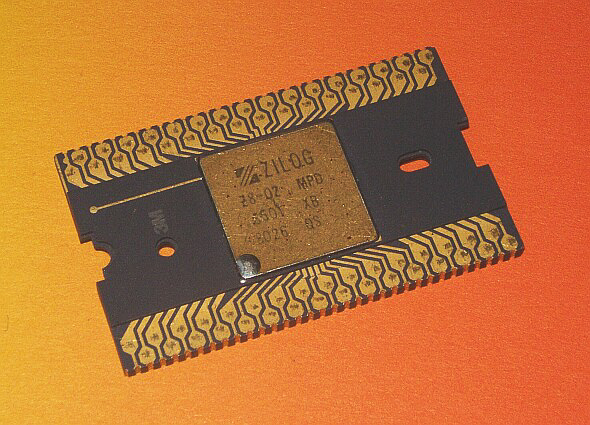
Zilog Z8 Mikrocontroller

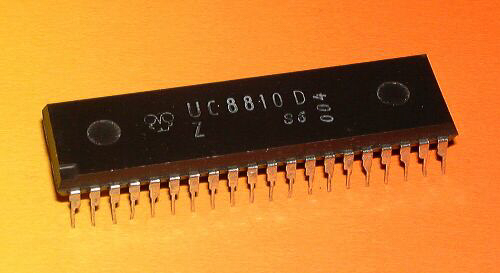
UC8810D Mikrocontroller

An der Universität Padua promovierte er 1965 in Physik. 1967 arbeitete er für SGS-Fairchild in Italien. Er wanderte 1968 in die USA aus, um dort bei Fairchild Semiconductor zu arbeiten. 1970 wechselte er zu Intel.
Im Januar 1971 entwickelte er fast im Alleingang die erste CPU für Intel, den Intel 4004, auf dessen Die er bei einigen Exemplaren auch seine Signatur hinterließ. Im Oktober 1974 verließ er Intel und gründete seine eigene Firma Zilog, wo er bis Mai 1976 die Zilog Z80 CPU schuf, eine CPU, die zum Intel 8080 kompatibel, jedoch leistungsfähiger und günstiger war. Es folgte die Entwicklung des Z8, eines Mikrocontrollers.
Davon hat der VEB Kombinat Mikroelektronik Erfurt unter der Typenbezeichnung UC8810D solche Chips als Zweitlieferant hergestellt.
Im Jahre 1982 war er Mitgründer und Präsident von Cygnet Technologies. Er war 1986 Mitbegründer und Präsident der Firma Synaptics Inc. 1997 erhielt er den renommierten Kyoto-Preis. Von 2002 bis 2010 war er wieder bei Zilog im Aufsichtsrat tätig.
Im Jahre 2006 ist er in der Kategorie „Lebenswerk“ mit dem Europäischen Erfinderpreis ausgezeichnet worden. 2009 erhielt er die National Medal of Technology and Innovation aus der Hand von US-Präsident Barack Obama. 1994 erhielt er den W. Wallace McDowell Award und 2014 den Premio Enrico Fermi.
Die im Jahre 2011 gegründete „Federico and Elvia Faggin Foundation“ unterstützt US-amerikanische Universitäten und Forschungsinstitute, um das Verständnis des Bewusstseins durch theoretische und experimentelle Forschung zu fördern. Faggin glaubt, dass das Bewusstsein – und nicht die Materie – das fundamentale Prinzip der Realität und dass der menschliche Tod ein Aufwachen in eine umfassendere Realität sei. Eine entsprechende Theorie entwickelte er zusammen mit dem italienischen Quantenphysiker Giacomo Mauro D'Ariano.

## Veröffentlichungen
- Silicon: From the Invention of the Microprocessor to the New Science of Consciousness. Waterside Productions 2021, 304 S. ISBN 978-1-949003-41-3
- Irreducible: Consciousness, Life, Computers and Human Nature. Essentia Books, Winchester 2024, 336 S. ISBN 978-1-80341-509-3[7]
- Oltre l’invisibile. Dove scienza e spiritualità si uniscono. Mondadori 2024.
- Jenseits des Unsichtbaren: Wo Wissenschaft und Spiritualität zusammentreffen. Koha-Verlag 2025, 467 S. ISBN 978-3867283458